# Lignières-en-Vimeu
Lignières-en-Vimeu és un municipi francès situat al departament del Somme i a la regió dels Alts de França. L'any 2007 tenia 114 habitants.

## Demografia

### Població
El 2007 la població de fet de Lignières-en-Vimeu era de 114 persones. Hi havia 37 famílies de les quals 8 eren unipersonals (8 dones vivint soles i 8 dones vivint soles), 8 parelles sense fills i 21 parelles amb fills.
La població ha evolucionat segons el següent gràfic:
Habitants censats

### Habitatges
El 2007 hi havia 43 habitatges, 37 eren l'habitatge principal de la família, 5 eren segones residències i 1 estava desocupat. Tots els 43 habitatges eren cases. Dels 37 habitatges principals, 32 estaven ocupats pels seus propietaris, 4 estaven llogats i ocupats pels llogaters i 1 estava cedit a títol gratuït; 2 tenien dues cambres, 2 en tenien tres, 16 en tenien quatre i 16 en tenien cinc o més. 30 habitatges disposaven pel capbaix d'una plaça de pàrquing. A 12 habitatges hi havia un automòbil i a 23 n'hi havia dos o més.

### Piràmide de població

La piràmide de població per edats i sexe el 2009 era:
| Homes | Edats   | Dones |
| ----- | ------- | ----- |
| 0     | 95 o +  | 0     |
| 4     | 90 a 94 | 0     |
| 0     | 85 a 89 | 0     |
| 0     | 80 a 84 | 0     |
| 0     | 75 a 79 | 8     |
| 0     | 70 a 74 | 0     |
| 4     | 65 a 69 | 4     |
| 4     | 60 a 64 | 0     |
| 0     | 55 a 59 | 4     |
| 8     | 50 a 54 | 4     |
| 8     | 45 a 49 | 8     |
| 4     | 40 a 44 | 4     |
| 4     | 35 a 39 | 8     |
| 0     | 30 a 34 | 0     |
| 0     | 25 a 29 | 4     |
| 4     | 20 a 24 | 0     |
| 0     | 15 a 19 | 4     |
| 8     | 10 a 14 | 8     |
| 4     | 5 a 9   | 0     |
| 4     | 0 a 4   | 0     |

## Economia

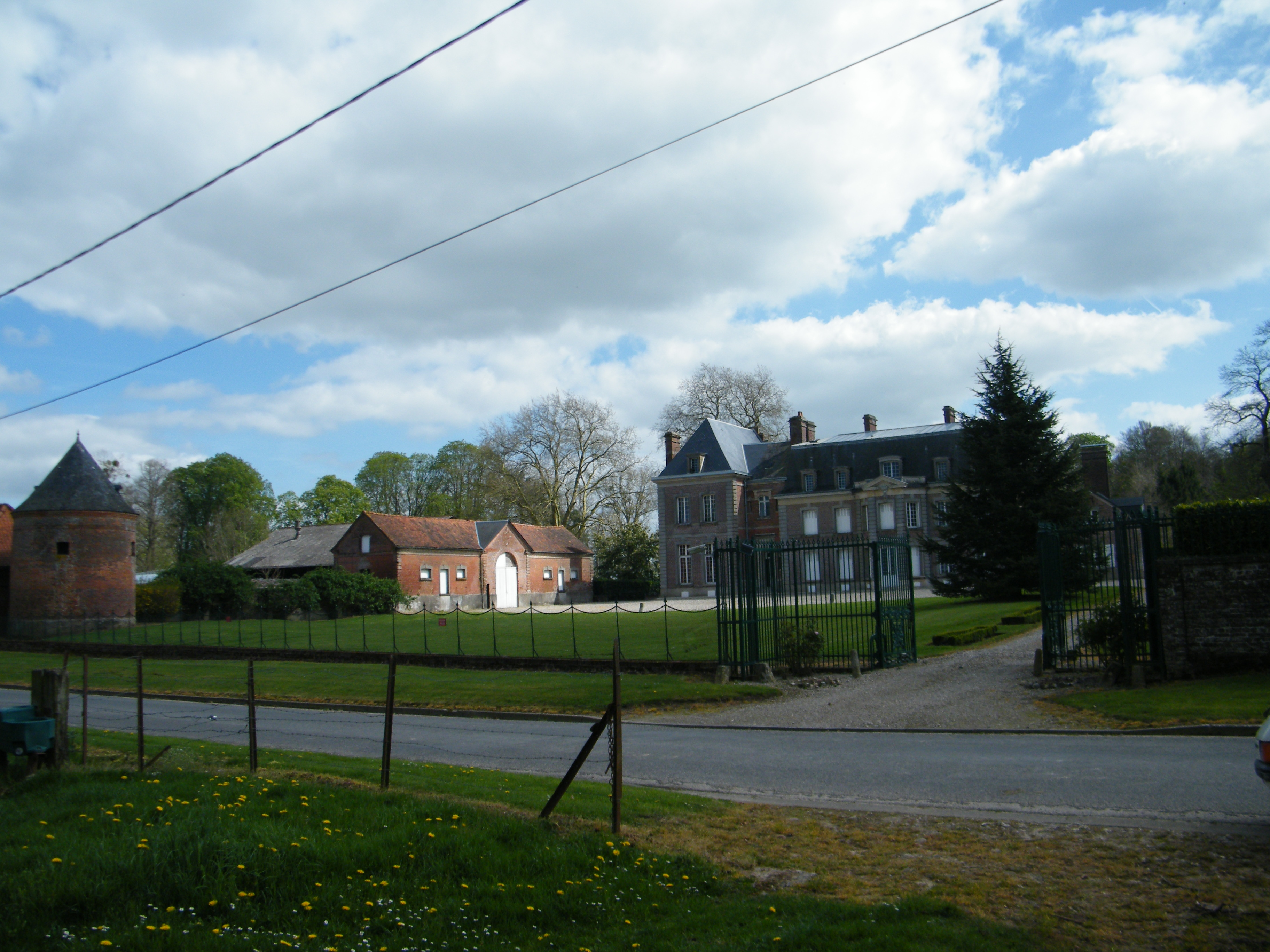

El 2007 la població en edat de treballar era de 67 persones, 57 eren actives i 10 eren inactives. De les 57 persones actives 54 estaven ocupades (28 homes i 26 dones) i 3 estaven aturades (1 home i 2 dones). De les 10 persones inactives 4 estaven jubilades, 3 estaven estudiant i 3 estaven classificades com a «altres inactius».
Activitats econòmiques
Dels 3 establiments que hi havia el 2007, 1 era d'una empresa de serveis i 2 d'empreses classificades com a «altres activitats de serveis».
L'únic servei als particulars que hi havia el 2009 era una perruqueria.

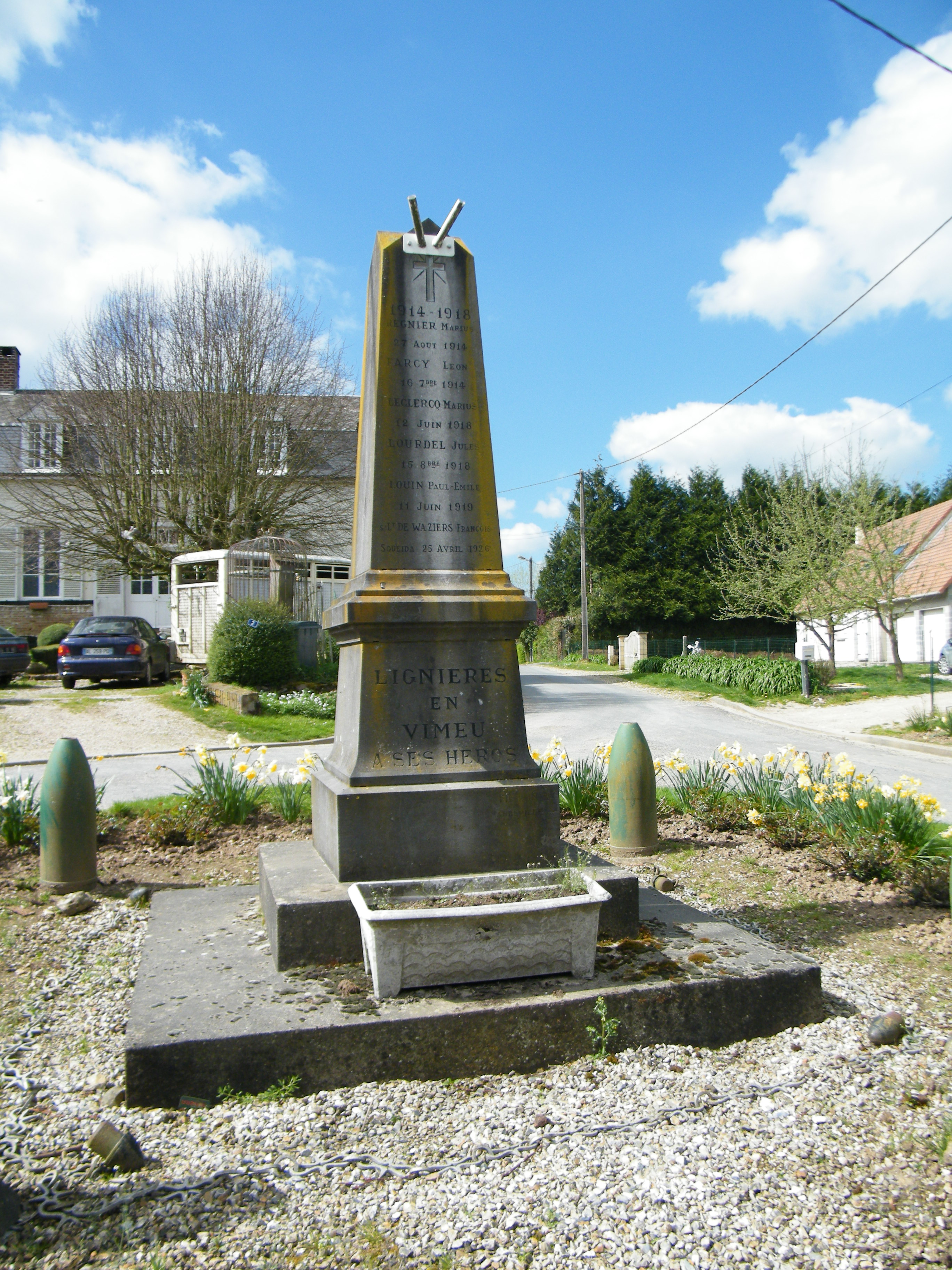

L'any 2000 a Lignières-en-Vimeu hi havia 7 explotacions agrícoles.

## Poblacions més properes

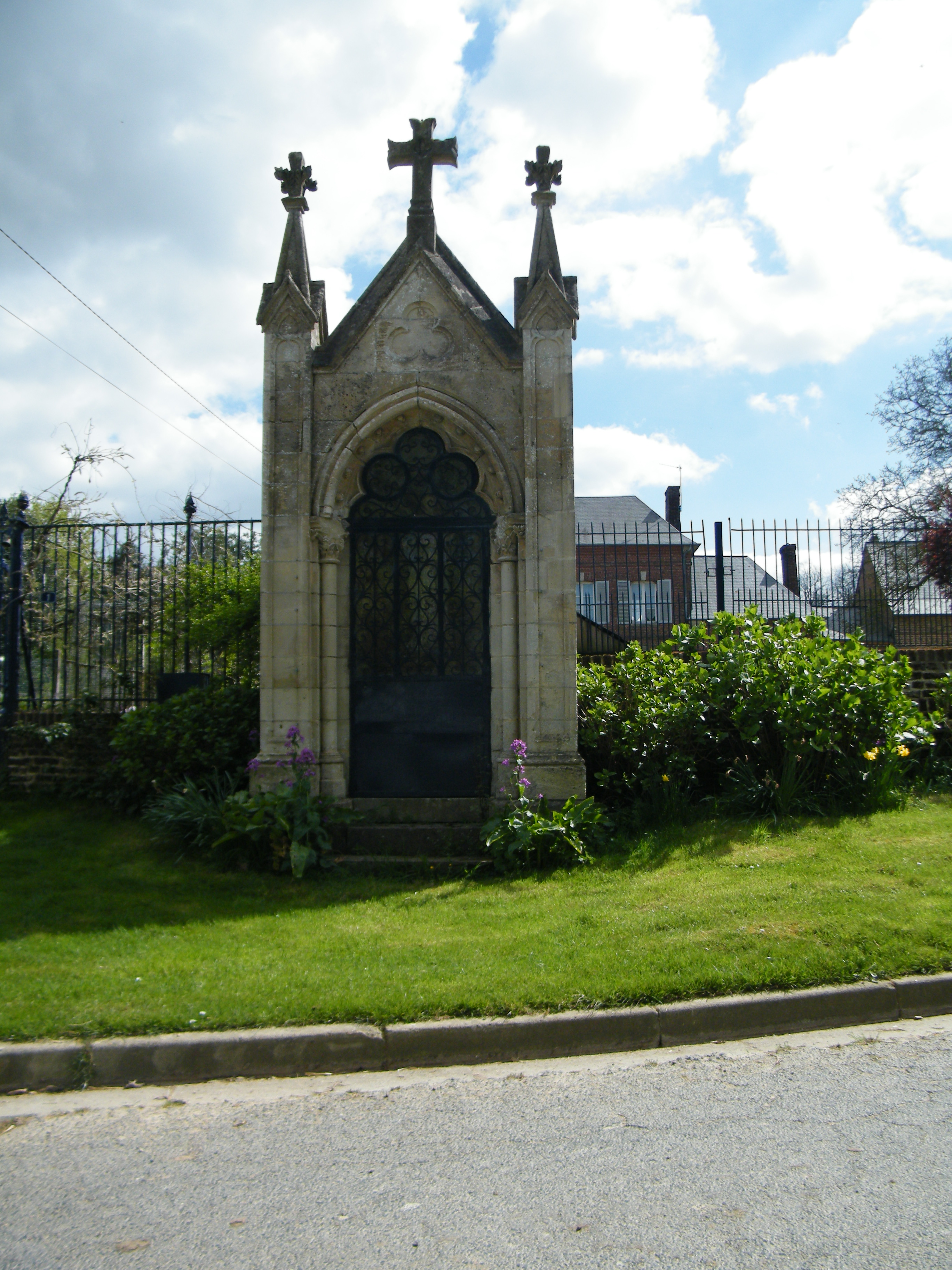

El següent diagrama mostra les poblacions més properes.